# Rhynchophreatia
Rhynchophreatia là một chi gồm 10 loài phong lan có ở Úc, New Guinea, quần đảo Solomon, Indonesia, và New Caledonia.

## Các loài
- Rhynchophreatia angustifolia
- Rhynchophreatia carolinensis
- Rhynchophreatia gautierensis
- Rhynchophreatia mamberamensis
- Rhynchophreatia micrantha
- Rhynchophreatia pacifica
- Rhynchophreatia palawensis
- Rhynchophreatia phreatioides
- Rhynchophreatia sphaerocarpa
- Rhynchophreatia wariana